# Dirphia radiata
Dirphia radiata är en fjärilsart som beskrevs av Paul Dognin 1916. Dirphia radiata ingår i släktet Dirphia och familjen påfågelsspinnare. Inga underarter finns listade i Catalogue of Life.